# Шумски пух
Шумски пух (лат. Dryomys nitedula) врста глодара из породице пухова (Gliridae) која се налази у источној Европи, на Балкану и у деловима западне и централне Азије. На ИУЦН-овој листи угрожених врста категорисана је као врста са најмањом бригом од изумирања због широког спектра распрострањености и стабилног кретања популације. Иако ова врста живи на различитим географским локацијама, њена највећа густина насељености је у шумама централне Молдавије, Закавказја и планинама централне Азије. На већини других локација густина насељености ове врсте је прилично ниска. Густина насељености зависи од многих фактора. Али главне карактеристике од којих ова врста зависи у одабиру локације су постојање одговарајућих извора хране као и добро лишће које се може користити за станиште. Разлог због којег шуме у централној Молдавији имају највећу густину насељености је тај што пружају највећу разноликост извора хране који су доступни током целе године. Ова локација такође пружа најбољу врсту лишћа за шумске пухове да граде своја гнезда. Kомбинација ова два аспекта омогућава да ова врста задовољи своје највеће потребе. Због тога током сезоне парења производе потомство које такође сазрева на истом општем подручју.
Уобичајени назив за Eliomis је вртни пух. Dryomys се често упоређује са Eliomys јер имају много сличности. Међутим, Dryomys је мањег обима. Још две разлике између ових врста су што је мождани оквир код Dryomys-а више заобљен, а слушни канали мањи од оног код Eliomis-а. Поред тога, њихови се репови донекле разликују. Dryomys-ов реп је у боји више уједначен у односу на онај код Eliomis-а. Шумски пух се такмичи у вештачким и природним гнездима са пухом лешникаром, шумским мишевима и птицама. Његови највећи конкуренти су оне врсте које једу сличну врсту хране и живе у истој врсти станишта.

## Морфологија
Шумски пух изгледом подсећа на веверицу. У просеку је дуг 110 мм, има пахуљаст сиви реп који је дугачак готово колико и тело. Дужина главе и тела може се кретати од 80 мм до 130 мм, док дужина репа може бити у распону од 60 мм до 113 мм. Распон његове телесне масе је између 18 и 34 грама. Kрзно на горњим деловима тела је сивкасто смеђе, а потколенице су жућкасто-беле. Црна трака окружује око и протеже се до малог уха. Бркови формирају грмолики прамен дуг око 10 мм. На свакој шапи има шест јастучића.

## Распрострањење и станиште
Шумски пух заузима простор од Швајцарске на западу, кроз централну, источну и јужну Европу, Балканско полуострво, северно до Балтичког мора и на истоку до реке Волге и Уралских планина у Русији. Изолована популација јавља се изван овог распона, укључујући Израел, централни Иран, Авганистан, планине Тјен Шан и Синкјанг у Kини. Има широк распон станишта, укључујући широколисне, мешовите и четинарске шуме. Такође се налази у каменитим пределима, патуљастим монтанским шумама, зимзеленом грмљу и дрвеној степи. Наводи се да се налази на висинама и до 3.500 м.
Врста је присутна у Русији, Кини, Италији, Србији, Грчкој, Турској, Авганистану, Ирану, Босни и Херцеговини, Бугарској, Албанији, Црној Гори, Македонији, Словенији, Хрватској, Сирији, Пољској, Немачкој, Мађарској, Румунији, Украјини, Белорусији, Монголији, Казахстану, Пакистану, Ираку, Лихтенштајну, Литванији, Летонији, Словачкој, Чешкој, Молдавији, Аустрији, Швајцарској, Азербејџану, Грузији, Киргистану, Таџикистану, Туркменистану, Узбекистану, Израелу и (непотврђено) Либану.

## Станиште
Станишта врсте су шуме, планине и жбунаста вегетација. Шумски пухови имају тенденцију да стварају своја натална гнезда на доњим гранама дрвећа или усред густог грмља. Ова гнезда су обично један до седам метара изнад нивоа земље. Kугластог су облика, с` пречником између 150 мм и 250 мм. Обично ова гнезда имају само један улаз и окренута су према деблу дрвета. Спољна страна гнезда направљена је од лишћа и гранчица. Унутрашњост гнезда има облогу која се ствара од комада коре и маховине. Ове животиње често посвећују велику пажњу детаљима када стварају та натална гнезда. Желе да осигурају заштиту младунцима.

## Начин живота
Зависно од географске локације, одређује се да ли ће шумски пух презимљавати и колико дуго. У Израелу остаје активан током целе године. Међутим, зими пролазе кроз период укочености током одређеног времена готово сваког дана. Популације које се налазе на северу имају хибернирају од октобра до априла. Током овог периода, јединке ће седети на задњим ногама и увијати се у куглу. Реп ће им се омотати око тела, а предњим удовима ће додирнути образе. Kод ове врсте, током хибернације, телесна температура опада са 35-37 °C на око 5 °C.
О ритуалима парења ове врсте се не зна много. Познато је да ова врста зависи од неге мајке првих неколико недеља након рођења. Женке имају осам млечних жлезда. Постоји веза између дужине сезоне парења и броја зачетих легла током године. Из тог разлога, шумски пухови које живе на југу и имају дужу сезону парења обично производу два легла, док популације које живе на северу и имају врло кратку сезону парења и обично имају времена само за производњу једног легла. Период гестације траје око четири недеље, а обично се роди четири или пет младих по леглу. С` времена на време, могуће је да женка одједном роди до седам младих. Kад се млади роде, теже око 2 грама. Млади пухови отварају очи већ за две недеље и недељу дана касније почињу јести чврсту храну. Током периода зависности, мајка пружа храну, млеко, негу и заштиту младима.  Они напуштају легло након отприлике три недеље и следеће године постају сексуално зрели. Није било много доказа о бризи оца, међутим, то не треба искључити. Просечан животни век шумских пухова у природи је пет и по година. Однос полова је око 1:1, с` незнатном доминацијом женки.

## Екологија врсте
Kада у пролеће изађе из хибернације, шумски пух једе мале бескичмењаке, младунце птица, пупољке, изданаке и зелене делове биљака. Kасније током године, углавном једе воће, орашасте плодове и семе. У ствари, ова врста једе плодове са двадесетак различитих врста дрвећа и грмља, укључујући: марелице, јабуке, трешње, шљиве, вишње, крушке, брескве, купине. Популација не флуктуира много зато што се млади узгајају сваке године, надокнађујући јединке које умиру током хибернације. Шездесет процената младих и већина старијих одраслих (старијих од четири године) не преживе зиму. Други узрок смртности су олује које могу проузроковати смрт јувенилних јединки у незаштићеним гнездима. Шумски пухови су такође изложени кунама, дивљим мачкама, совама и вранама. Два главна грабљивца су сове Strix aluco и Bubo bubo.
Шумски пухови су врло агресивни. Нису укроћени ни у заточеништву. Примећено је да они могу дозволити људима да их ухвате, међутим, када се покушају задржати, гризу оштрим зубима. Ако су узнемирени док се одмарају могу се изненада пробудити, високо скочити, пљунути и звиждати. Шумски пухови могу имати негативан утицај на људе услед најезде воћњака и жвакања коре четинарског дрвећа. Такође је познато да су носиоци болести попут енцефалитиса, лептоспирозе и вероватно црне смрти. Они могу имати позитиван утицај на контролу популације зглавкара и расејавање.

## Понашање
Шумски пухови проводе много времена на дрвећу. Способни су да се пењу уз одличну окретност, као и да скачу са грана високих чак 2 метра. Ова врста има природну тенденцију да ствара привремена гнезда која су крхка. Не проводи пуно времена у тим привременим гнездима, јер се много више енергије улаже у прављење наталних гнезда.
Ова животиња је активна ноћу. Такође је веома територијална. Одрасли живе у ниској густини, обично две до три јединке по локалитету. Њихов распон територија пречника је од 65 до 100 м.
Шумски пухови производе разне звукове из различитих разлога. Најзначајнији је звук аларма који је мелодичан. Такође имају могућност производње ултразвука који се користи приликом комуникације. Различите методе комуникације које користе ове животиње су визуелне, тактилне, акустичне и хемијске. Није познато како се ови облици комуникација користе посебно код ове врсте. Међутим, познато је да већина сисара користи тактилну комуникацију током парења, сукоба и одгајања младих. Хемијска комуникација може играти значајну улогу у могућности идентификације одређене јединке. Визуелни знакови дају се држањем тела као начин да се утврди да ли је то непријатељско или пријатељско окружење. Различите методе перцепције које пухови користе су визуелне, тактилне, ултразвучне и хемијске.

## Угроженост
Овај пух је на листи IUCN наведен као врста са мањим ризиком од нестанка, јер има широко распрострањење и честа је врста. Додуше, због скривеног начина живота мало је познат распоред популација и њихова бројност. На пример у Србији је познато само да насељава централни, планински део, а да потпуно одсуствује у Војводини.
Ова врста се сматра угроженом у Чешкој и ретка је у већини осталих европских земаља. Популације се смањују углавном због уништавања шума, које су њихово природно станиште. Многи програми помажу у одржавању и повећању популације шумских пухова. Постоји међународно право које штити ову врсту и оно се налази у Директиви ЕУ о стаништима и врстама (Прилог IV) и Бернској конвенцији (Прилог III). Све земље морају се придржавати овог закона. Поред тога, држава може да одлучи да створи национални закон или програм како би додатно обезбедила методе којима ће се вршити заштита ове врсте. На пример, Енглеска влада награђује пољопривреднике који пресађују ограде. Другим програмом управља Енглеска Природа. Ово је програм поновне реинтродукције шумског пуха из заточеништва на местима где популација опада. Поред ових програма, Велика Британија је креирала Национални програм за надгледање пухова. Његова главна сврха је посматрање пуха лешникара, међутим, програмске компоненте се користе за посматрање и праћење и осталих врста пухова.